# Rosa sogdiana
Rosa sogdiana är en rosväxtart som beskrevs av V.I. Tkachenko. Rosa sogdiana ingår i släktet rosor, och familjen rosväxter. Inga underarter finns listade i Catalogue of Life.